# Nazwa pusta
Nazwa pusta (nazwa bezprzedmiotowa) – nazwa, której zakres jest pusty, tzn. nie ma ona desygnatów. Nazwa pusta nie pełni funkcji desygnowania, pełni jednak funkcję denotowania – dlatego też wszystkie nazwy puste mają tę samą denotację.
Mimo że nazwy puste nie mają desygnatów, używane są przeważnie tak, jakby je miały: np. nazwa pusta "Zeus" używana jest jak nazwa jednostkowa, nazwa "dziwożony" jak nazwa ogólna. Dlatego też wśród nazw pustych wyróżnia się nazwy puste o intencji jednostkowej i nazwy puste o intencji ogólnej.